# Otok (2006.)
“Otok“ – umjetnički film snimljen 2006. u Rusiji.

## Radnja
Za vrijeme domovinskog rata 1942., negdje na sjeveru Nijemci zauzimaju sovjetsku teglenicu koja prevozi ugljen. Na palubi broda nalaze se kapetan Tihon i ložač Anatolij. Oba su se pokušala sakriti u ugljenu, ali Nijemci pronalaze Anatolija, koji pada u njihovo zarobljeništvo. Nijemci ga ispituju na njemačkom jeziku o njegovom kapetanu, ali on ga, bez obzira na nepoznavanje njemačkog, nehotice izdaje. Fašisti ih postroje s namjerom da ih ustrijele, Anatolij počne ridati, moleći ih da mu poštede život. Njemački časnik mu predlaže da se spasi tako da sam ubije svojeg prijatelja. Anatolij puca u Tihona koji pada preko palube. Nijemci ostavljaju Anatolija živog, miniraju teglenicu i napuštaju je. Anatolij ostaje na miniranom brodu koji uskoro eksplodira.
Redovnici pronalaze na obali beživotno tijelo.
Radnja prelazi u 1976. godinu. Anatolij, koji se promijenio tijekom godina, radi u samostanu kao ložač. Živi u ložionici, u kojoj i spava na ugljenu. On je sada otac Anatolij. K njemu, kao mudracu, dolaze potrebiti i bolesni, jer ima dar vidovitosti i sposobnost da iscjeljuje molitvom. Neki redovnici ne shvaćaju njegovu naviku da se moli odvojeno od drugih redovnika, kasni na službu, bez razloga glasno pjeva pjesme. No, među onima koji ga razumiju nalazi se otac Iov, koji zavidi ocu Anatoliju na njegovom daru. Protojerej, otac Filaret, trudi se popraviti odnos s ocem Anatolijem, odgovarajući na prigovore oca Iova. Međutim, bez obzira na poniznost i kajanje, starcu ne da mira zločin koji je počinio. Često čamcem odlazi na usamljeni otok gdje se usrdno moli i kaje za svoj grijeh.
U samostan dolazi ugledan admiral sa svojom mahnitom kćeri. Starac je odvodi na otok i molitvom iz nje istjeruje vraga. Admiral je taj isti Tihon u kojeg je pucao Anatolij. U razgovoru se ispostavlja da ga je Anatolij samo ranio u ruku, te da se uspio spasiti. Tihon mu govori da mu je odavno oprostio.
Sada Anatolij zna da može mirno umrijeti. Smrt starca je prikazana alegorijski: Anatolij legne u lijes koji mu je donio Iov i koji je izrađen posebno za njega, te ga moli da ode reći braći da je umro. Iov bježi prema zvoniku i udara u zvona, obavještavajući o smrti starca. Lijes s tijelom redovnici voze čamcem na njegov otok.

## Galerija
- Zvonik
- Čamac

## Uloge
- Pjotr Mamonov – otac Anatolij
- Viktor Suhorukov – otac Filaret
- Dmitrij Djužev – otac Iov
- Jurij Kuznecov - Tihon
- Viktorija Isakova - Nastja
- Nina Usatova - udovica
- Jana Jesipovič - djevojka
- Olga Demidova – žena s djetetom
- Timofej Tribuncev – mladi Anatolij
- Aleksej Zelenskij – mladi Tihon
- Griša Stepunov - dijete
- Sergej Burunov - ađutant

## Nagrade
- 2006. - najbolji film na filmskom festivalu "Moskovskaja premjera".
- 2007. - šest nagrada "Zlatni orao": za najbolji film godine, najboljeg sporednog glumca (Viktor Suhorukov), najboljeg glumca (Pjotr Mamonov), najboljeg redatelja (Pavel Lungin), najbolji scenarij (Dmitrij Sobolev), najboljeg snimatelja (Andrej Žegalov, posmrtno).
- 2007. - šest nagrada "Nika": za najbolji igrani film, najboljeg sporednog glumca (Viktor Suhorukov), najboljeg glumca (Pjotr Mamonov), najboljeg redatelja (Pavel Lungin), najboljeg snimatelja (Andrej Žegalov, posmrtno), najbolji zvuk (Stefan Albine, Vladimir Litrovnik, Stepan Bogdanov).